# (117715) Carlkirby
(117715) Carlkirby est un astéroïde de la ceinture principale.

## Description
(117715) Carlkirby est un astéroïde de la ceinture principale. Il fut découvert le 2 avril 2005 à Mayhill par Robert Hutsebaut. Il présente une orbite caractérisée par un demi-grand axe de 3,13 UA, une excentricité de 0,08 et une inclinaison de 10,3° par rapport à l'écliptique.

## Compléments